# شهرستان تالبوت (جورجیا)
شهرستان تالبوت، جورجیا (به انگلیسی: Talbot County, Georgia) یک سکونتگاه مسکونی در ایالات متحده آمریکا است که در جورجیا واقع شده‌است.